# The Life and Times of Scrooge
The Life and Times of Scrooge (более полно — Music Inspired by the Life and Times of Scrooge [англ. Музыка, вдохновлённая Жизнью и Временами Скруджа]) — первый сольный студийный альбом клавишника симфоник-метал-группы Nightwish Туомаса Холопайнена. Вышел 11 апреля 2014 года. Альбом выполнен в жанре симфонической инструментальной музыки с примесью фолк-музыки.
В записи альбома также приняли участие вокалистка Йоханна Куркела, флейтист Nightwish Трой Донокли, старый друг Туомаса Тони Какко (вокалист группы Sonata Arctica) и другие.

## История
Альбом основан на комиксах «Жизнь и времена Скруджа Макдака» Дона Росы, поклонником которого является Холопайнен. Он читал эти комиксы в детстве, и они давали ему «странное чувство, ощущение себя дома». Холопайнен сказал, что он понимает Скруджа как персонажа с несгибаемым, честным и сложным характером. Впервые идея написать саундтрек к комиксу пришла к Холопайнену в 1999 году.
В 2013 году для записи Туомас Холопайнен и звукорежиссёр альбома Теро Киннунен арендовали деревянный домик в лесу в южной Финляндии и за 10 дней сделали демозапись всех песен альбома. Холопайнен не ставил целью полное следование сюжету комикса, главным он назвал смысл песен, который должен был понятен сам по себе. В конце концов, как признаётся Холопайнен, «диапазон настроений» на альбоме ушёл довольно далеко от работ Дона Росы.
Первый сингл и видеоклип «A Lifetime of Adventure» вышли 5 февраля 2014 года. Вокальная партия принадлежит Йоханне Куркела.
Через 7 недель после выхода альбом получил статус золотого в Финляндии.

## Список композиций
| №   | Название                       | Длительность |
| --- | ------------------------------ | ------------ |
| 1.  | «Glasgow 1877»                 | 6:27         |
| 2.  | «Into the West»                | 5:01         |
| 3.  | «Duel & Cloudscapes»           | 4:49         |
| 4.  | «Dreamtime»                    | 4:47         |
| 5.  | «Cold Heart of the Klondike»   | 6:52         |
| 6.  | «The Last Sled»                | 5:40         |
| 7.  | «Goodbye, Papa»                | 6:26         |
| 8.  | «To Be Rich»                   | 3:22         |
| 9.  | «A Lifetime of Adventure»      | 6:15         |
| 10. | «Go Slowly Now, Sands of Time» | 4:35         |

| №                   | Название                                        | Длительность |
| ------------------- | ----------------------------------------------- | ------------ |
| 11.                 | «A Lifetime of Adventure (Alternative Version)» | 6:00         |
| Общая длительность: | Общая длительность:                             | 60:14        |

| №                   | Название                                      | Длительность |
| ------------------- | --------------------------------------------- | ------------ |
| 1.                  | «Glasgow 1877 (Instrumental)»                 | 6:27         |
| 2.                  | «Into the West (Instrumental)»                | 5:01         |
| 3.                  | «Duel & Cloudscapes»                          | 4:49         |
| 4.                  | «Dreamtime»                                   | 4:47         |
| 5.                  | «Cold Heart of the Klondike (Instrumental)»   | 6:52         |
| 6.                  | «The Last Sled (Instrumental)»                | 5:27         |
| 7.                  | «Goodbye, Papa»                               | 6:26         |
| 8.                  | «To Be Rich (Instrumental)»                   | 3:22         |
| 9.                  | «A Lifetime of Adventure (Instrumental)»      | 6:17         |
| 10.                 | «Go Slowly Now, Sands of Time (Instrumental)» | 4:35         |
| Общая длительность: | Общая длительность:                           | 54:01        |

## Чарты
Хотя по миру альбом был не так успешен — 29 место в рейтинге США Billboard Top Heatseekers, 92 место в чарте Великобритании The Official Charts Company — в Финляндии альбом достиг большого успеха, заняв первое место в чарте Финляндии и получив статус золотого.
| Чарт (2014)                            | Высшая позиция |
| -------------------------------------- | -------------- |
| Австрия (Ö3 Austria)                   | 52             |
| Бельгия/Фландрия (Ultratop)            | 74             |
| Бельгия/Валлония (Ultratop)            | 106            |
| Нидерланды (Album Top 100)             | 92             |
| Финляндия (Suomen virallinen lista)    | 1              |
| Франция (SNEP)                         | 80             |
| Германия (Offizielle Top 100)          | 23             |
| Швейцария (Schweizer Hitparade)        | 19             |
| Великобритания (UK Albums Chart)       | 92             |
| США (Billboard Top Heatseekers Albums) | 29             |

## Критика
| Оценки критиков | Оценки критиков |
| Источник        | Оценка          |
| --------------- | --------------- |
| Laut.de         | [ 20 ]          |
| Metal Rules     | [ 21 ]          |
| Мир фантастики  | [ 22 ]          |

Рецензент немецкого интернет-сайта Laut.de Олаф Шмидт оценил альбом довольно нейтрально. Сразу же он предостерегает фанатов Nightwish, что этот альбом вообще не похож на их работы, а является уходом в совершенно иное направление. Он отметил, что серьёзным преимуществом Холопайнена является его большой опыт работы с симфоническим оркестром, а сам альбом звучит как напыщенный саундтрек к фантастическому фильму. Шмидт посчитал лучшими композициями на альбоме именно те, в которых не было вокала (например, «Goodbye, Papa»). Напоследок он посоветовал побольше использовать оркестр: «быть может, получится хорошо». Итоговая его оценка — 3 звезды из 5.
В отличие от Шмидта, рецензент интернет-сайта Metal Rules Эллиас Пападопулос был в восторге от альбома. Он поставил ему наивысшую оценку — 5 из 5, и написал, что «Холопайнен — один из наиболее выдающихся композиторов наших дней». Также он назвал альбом блестяще рассказанной на старый манер развлекательной историей.

## Участники записи
- Туомас Холопайнен — клавишные
- Пип Уильямс — оркестровая аранжировка
- Теро Киннунен — звукорежиссирование

### Приглашённые артисты
- Трой Донокли — волынка, флейты
- Микко Иванайнен — гитара, банджо
- Дермот Крейн — скрипка
- Тео Майамаки — диджериду
- Джон Бюр — губная гармоника

### Приглашённые вокалисты
- Йоханна Куркела — вокал, голос Голди «Золотко» (подружка Скруджа)
- Йоханна Иванайнен — вокал, голос Дауни О’Дрейк (мама Скруджа)
- Алан Рейд[англ.] — голос Скруджа
- Тони Какко — вокал, голос рассказчика

### Оркестр и хор
- Лондонский филармонический оркестр — оркестр под руководством Пипа Уильямса
- Metro Voice[англ.] — лондонский хор